# Si jamais j'oublie
Singles de Zaz
Gamine
(2015) Tous les cris les SOS
(2015)
Si jamais j'oublie est un single musical de la chanteuse Zaz sorti en 2015 et extrait de l'album live Sur la route.
Les paroles ont été écrites par Ycare, et la musique composée par Jean-Étienne Maillard.

## Classements
| Classement (2015-16)                    | Meilleure position |
| --------------------------------------- | ------------------ |
| Belgique (Wallonie Ultratop 50 Singles) | 27                 |
| France (SNEP)                           | 11                 |
| Suisse (Schweizer Hitparade)            | 43                 |